# Alken (by)
 For alternative betydninger, se Alken. (Se også artikler, som begynder med Alken)
Alken er en lille by i Østjylland med 223 indbyggere  (2024), beliggende i Dover Sogn. Landsbyen ligger i Region Midtjylland og hører under Skanderborg Kommune.
Alken er stationsby med station på jernbanelinjen Skanderborg–Herning. Den var oprindelig en landsby i Skanderborg Rytterdistrikt, udskiftet 1784.